# 647 (numero)
Seicentoquarantasette (647) è il numero naturale dopo il 646 e prima del 648.

## Proprietà matematiche
- È un numero dispari.
- È un numero difettivo.
- È un numero primo.
  - È un numero primo troncabile a sinistra.
  - È un numero primo di Eisenstein.
- È pari alla somma di 5 numeri primi consecutivi (113, 127, 131, 137, 139).
- È un numero congruente.

## Astronomia
- 647 Adelgunde è un asteroide della fascia principale del sistema solare.
- NGC 647 è una galassia lenticolare della costellazione della Balena.

## Astronautica
- Cosmos 647 è un satellite artificiale russo.